# چک ۱۱۶/۱۲ ال کسووال
چک ۱۱۶/۱۲ ال کسووال (به انگلیسی: Chak no. 116/12.L Kassowal) یک روستا در پاکستان است که در پنجاب واقع شده‌است. چک ۱۱۶/۱۲ ال کسووال ۱۶۷ متر بالاتر از سطح دریا واقع شده‌است.